# 蘭道夫 (愛荷華州)
蘭道夫（英語：Randolph）是一個位於美國愛荷華州弗里蒙特縣的城市。

## 地理
蘭道夫的座標為40°52′23″N 95°34′00″W / 40.87306°N 95.56667°W，而該地的平均海拔高度為298米（即978英尺）。

## 人口
根據2010年美國人口普查的數據，蘭道夫的面積為0.83平方千米，當中陸地面積為0.83平方千米，而水域面積為0.00平方千米。當地共有人口168人，而人口密度為每平方千米202人。